# شارل أيوب
شارل أيوب، رئيس تحرير صحيفة الديار اللبنانية. انتمى في شبابه للحزب السوري القومي الاجتماعي.

## آراؤه
هو من المعارضين لحكم رئيس الجمهورية اللبناني إميل لحود وقد اتهمه أكثر من مرة بأنه من الذين سكتوا على الفساد الحاصل في لبنان. كذلك هو يدعم النظام السوري. وهو متزوج وله خمسة أولاد.